# Keystone-SDA
Keystone-SDA (französisch und italienisch Keystone-ATS) ist die nationale Nachrichtenagentur der Schweiz. Sie hat ihren Sitz in Bern und ist eine Aktiengesellschaft im Besitz der Schweizer Medien und der Austria Presse Agentur (APA). Sie ist die einzige komplette Nachrichtenagentur der Schweiz und beschäftigt rund 180 Personen (davon rund 150 Journalisten) – die Mehrzahl davon in der Zentralredaktion in Bern und in 13 Regionalredaktionen. Die Gruppe beschäftigt insgesamt 293 Mitarbeiter. Die Ankündigung eines massiven Stellenabbaus führte 2018 zu einem Arbeitskonflikt. Am 27. April 2018 übernahm die Schweizerische Depeschenagentur (sda) die Bildagentur Keystone rückwirkend auf den 1. Januar 2018 und firmierte zu Keystone-SDA um.

## Allgemeines
Keystone-SDA verbreitet in drei der Landessprachen, Deutsch, Französisch und Italienisch, rund um die Uhr, 365 Tage pro Jahr Informationen aus Politik, Wirtschaft, Gesellschaft, Kultur und Sport in Text, Bild und Infografik. Sie bietet täglich rund 500 News- und 150-Sport-Meldungen sowie 1200 Pressebilder an, ausserdem Themenbilder aus dem Schweizer Alltag, Porträts von Schweizer Persönlichkeiten und Storys in Form von Bildergeschichten und Reportagen. Neben annähernd allen Schweizer Medien bedient Keystone-SDA auch ausländische Medien und Agenturen. Zudem versorgt sie Unternehmen, Behörden und Organisationen mit Nachrichten und Werbeagenturen mit Bildern und macht auch Fotos im Auftrag von Firmen. Die Datenbank sda-direct umfasste per 31. Dezember 2015 über 661'000 Meldungen (sämtliche Meldungen aus dem Basisdienst seit 1988), das Bildarchiv über 11 Millionen Bilder.

Logo der sda 2010–2018

### Sport
Auf den 1. Januar 2016 wurde die bereits zuvor in ihrem Besitz befindliche Sportinformation Si AG (Si) in die Schweizerische Depeschenagentur integriert und ist seither die Sportredaktion von Keystone-SDA mit Standorten in Zürich und Genf.
Der Fokus der Keystone-SDA-Sportredaktion liegt auf den grossen Publikumssportarten (Fussball, Eishockey, Ski alpin, Formel 1, Tennis und Leichtathletik). Darüber hinaus vermeldet Keystone-SDA-Sport Nachrichten zu allen in der Swiss Olympic Association vertretenen Sportarten bei relevanten Ereignissen und hat Zugriff auf ein bis ins 19. Jahrhundert zurückreichendes Archiv mit historischen Quellen und Daten, das die Si aufgebaut hat. Ein grosses Netz an nationalen und internationalen Korrespondenten sorgt neben Nachrichtenagenturen als Quellen für eine möglichst lückenlose Abdeckung des Sportgeschehens.
Seit der Übernahme der Si ist Keystone-SDA Inhaberin und Betreiberin der Telefon-Kurznummer 164. Laut «Verordnung über die Adressierungselemente im Fernmeldebereich» kann sie bis längstens 2022 betrieben werden. Bei Nicht-Erreichen der Zahl von 500'000 Anrufen innerhalb eines Kalenderjahres kann die betreffende Nummer widerrufen werden.

### Video
Seit Januar 2017 bietet Keystone-SDA einen Videodienst als integralen Bestandteil des Basisdienstes an. Im August 2017 testete sie einen Live-Blog während des Unspunnenfestes in Interlaken.

### Tarif
Am 1. Januar 2018 führte Keystone-SDA ein neues Tarifsystem «Total Audience 1.0» ein. Dieses trägt der multimedialen Entwicklung Rechnung, wonach Print heute nicht mehr als klassische Hauptnutzung gilt. Neu gibt es für die gesamte Reichweite einen einzigen Tarif, und sämtliche Agenturinhalte dürfen multimedial genutzt werden. Der traditionell auf der Auflage basierende Tarif hatte aufgrund der seit einigen Jahren ständig sinkenden Auflagen zu erheblichen Mindereinnahmen geführt.

### Rechtschreibung
Keystone-SDA folgt bei der Rechtschreibung den Empfehlungen der Schweizer Orthographischen Konferenz.

### Beteiligungen
Keystone-SDA hält 50 % an der AWP Finanznachrichten AG. Mit der AWP zusammen betreibt sie seit 2012 den Corporate-Publishing-Dienst sda/AWP Multimedia. Sie hält ausserdem 100 % an der PPR Media Relations AG. Ihren Anteil von 50 % am Communiquédienst news aktuell AG verkaufte sie im September 2018 rückwirkend auf den 1. Januar 2018 an den Partner dpa.

## Geschichte

### Gründung
Bis Ende 1894 waren die Schweizer Zeitungen für Nachrichten nicht nur aus dem Ausland, sondern sogar aus dem Inland fast ausschliesslich auf ausländische Presseagenturen angewiesen. Das empfand man als unwürdigen Zustand, zudem sahen sich die Zeitungen dadurch einem Tarifdiktat der Agenturen ausgesetzt. Charles Morel (Journal de Genève), Hermann Jent (Der Bund) und Walther Bissegger (Neue Zürcher Zeitung) gründeten das «Syndikat schweizerischer Zeitungen zur Hebung ihres Depeschendienstes», das seinerseits am 25. September 1894 die Schweizerische Depeschenagentur AG gründete. Sie sollte sich «gegen die ausländische Vorherrschaft im Nachrichtenmarkt» stellen. Erster Direktor wurde Charles Ochsenbein, sekundiert von Frank Filliol für den französischen Dienst.
Am 1. Januar 1895 sendete die Agentur, die 10 Redaktoren beschäftigte, die ersten Auslandmeldungen. Noch im gleichen Jahr baute die sda auch einen Inlanddienst mit 50 Korrespondenten in der Schweiz auf. In dieser Anfangsphase gab es nur einen deutschen und einen französischen Dienst; für einen italienischen fehlten die Mittel.
Bis zur Jahrhundertwende 1900 konnte die sda praktisch die gesamte Tagespresse der Schweiz als Kunden gewinnen. Die Bundesverwaltung wurde in den 20er Jahren Abonnentin der sda. Die Agentur galt bald als Sprachrohr der Eidgenossenschaft, auch im Ausland, und wurde in der Folge zuweilen als amtliche oder doch mindestens als subventionierte Institution angesehen. Die sda wehrte sich stets gegen diese Vermutung.

### Während der Weltkriege
Eine besondere Bedeutung erlangte die sda während der beiden Weltkriege. Sie wurde zur Drehscheibe des europäischen Nachrichtenaustausches. Die kriegführenden Länder kommunizierten teilweise auf dem indirekten Weg über die Schweiz miteinander. Die Meldungen der Hauptlieferanten der Auslandmeldungen Havas, Reuters und Wolff stammten nun aus kriegführenden Ländern und konnten nicht mehr als objektiv gelten. Die sda bemühte sich einerseits um Quellen aus neutralen Staaten, anderseits gab sie nun konsequent die Herkunft ihrer Informationen an. Trotzdem wurde sie von den Sympathisanten der einen und der anderen Seite als parteilich gescholten. Das Pressenotrecht sollte gewährleisten, dass die schweizerische Neutralität eingehalten und keine Seite der kriegführenden Länder irritiert wird.

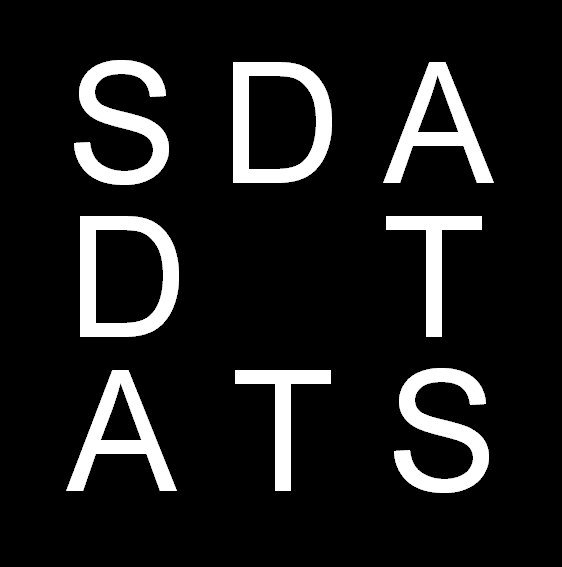
Logo der sda 1960–1979

Nach der Machtergreifung der Nationalsozialisten und während des Zweiten Weltkriegs verstärkten sich die Druckversuche noch. Sogar der Bundesrat intervenierte bei der sda, sie solle mehr Nachrichten des aus der Agentur Wolff hervorgegangenen DNB verbreiten und weniger von Havas und Reuters, um die Achsenmächte nicht zu provozieren. Im Zweiten Weltkrieg war die Zensur denn auch noch stärker als im Ersten. Die neu gegründete APF (Abteilung Presse und Funkspruch des Armeestabs) sollte ihre Einhaltung überwachen. Gleichzeitig taten viele sda-Journalisten Dienst bei der APF und arbeiteten häufig in Uniform am Redaktionspult. Wieder gab es Vorwürfe der Parteilichkeit, besonders vehement vom «Büro Ha». Dem Direktor Rudolf Lüdi gelang jedoch der Beweis, dass die Vorwürfe haltlos waren.
Lüdi versuchte in den 30er Jahren mit der Retransmission A.-G. eine internationale Agenturdrehscheibe in der Schweiz zu etablieren, fand jedoch zu wenig Unterstützung durch die Behörden. Seine Idee wurde beim Ausbruch des Weltkrieges dafür in Holland realisiert, hatte aber wegen der rasch folgenden Besetzung der Niederlande nur kurz Bestand. Aus der Initiative, die eine neutrale Alternative zu den Agenturen der kriegführenden Länder hätte bilden sollen, ging nach dem Zweiten Weltkrieg die bis heute bestehende Gruppe 39 der acht kleineren westeuropäischen Agenturen hervor.

### Radio
Ein besonderes Kapitel in der Geschichte der sda spielte das Radio, das zu Beginn der 20er Jahre einen rasanten Aufschwung nahm. Die sda sprach die Nachrichten selbst, was ihr grosse Popularität verschaffte. Während des Zweiten Weltkriegs wurden ihre Meldungen zu den meistgehörten Radionachrichten in Europa. Auch nach dem Krieg waren die Sendungen, eingeleitet mit «Sie hören die Nachrichten der Schweizerischen Depeschenagentur», eine Institution. Aber der etwas behördliche Stil passte bald nicht mehr zur Entwicklung, und die 1931 gegründete SRG übernahm die Gestaltung der Informationssendungen in den 60er Jahren in eigener Regie.

### Sport, Finanznachrichten, Bild und Communiquédienst
1927 verzichtete die sda auf eine eigene Sportberichterstattung und übernahm stattdessen eine Mehrheit, später das gesamte Aktienkapital der 1922 gegründeten Sportinformation Arnold Wehrle & Co. Weniger erfolgreich operierte die sda vorerst bei Finanznachrichten und beim Bild. Die sda überliess den Finanzdienst von Anfang an der Cosmographique. Als diese an Reuters verkauft wurde, gab es vorderhand keinen schweizerischen Finanznachrichtendienst mehr. Erst als die 1957 gegründete AWP Finanznachrichten AG 2002 zum Verkauf stand, gelang der sda der Wiedereinstieg in diesen wichtigen Markt, indem sie AWP schrittweise übernahm. Heute (2017) hält sie 50 % des Aktienkapitals.
Angesichts der steigenden Bedeutung der Bilder in der Nachrichtenvermittlung beteiligte sich die sda 1931 an der Gründung der Photopress AG von Eugen H. Suter, die rasch zur führenden Bildagentur in der Schweiz wurde. Suter verkaufte dann die Mehrheit der Agentur an den Jean-Frey-Verlag, die sda behielt einen Exklusivvertrag mit ihr. Dieser führte nach dem Aufkommen von Keystone Anfang der 70er Jahre zu Problemen, worauf auch die sda ihren Anteil an Jean Frey abtrat und damit aus dem Geschäft mit Bildern ausschied. Bei jedem Besitzerwechsel von Keystone war die sda danach Kandidatin für die Übernahme; sie gelang jedoch nie. Erst beim Verkauf von Keystone 2008 konnte sich die sda zunächst mit 40 % beteiligen, 60 % gingen an die österreichische APA. 2017 übernahm die sda 10 % von der APA, so dass Keystone heute (2017) ein 50-50-Joint Venture von sda und APA ist.

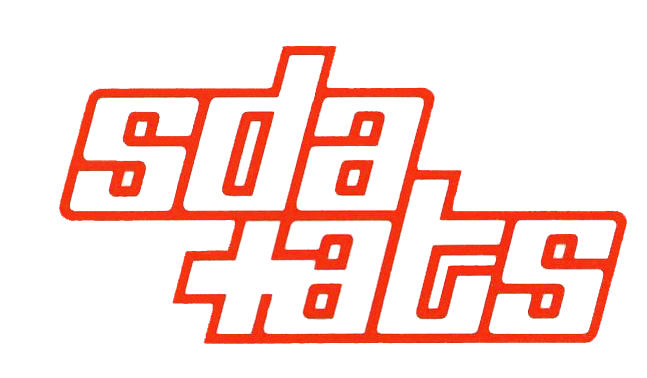
Logo der sda 1980–1992

Ein weiteres wichtiges Standbein für Nachrichtenagenturen ist die Übermittlung von Medienmitteilungen (Communiqués). Einen Vorläufer für einen solchen Dienst der sda gab es bereits in der Zwischenkriegszeit in Form des Tractatus-Dienstes. In den 80er Jahren begann die sda, Medienmitteilungen unter dem Titel OTS (Original Text Service) anzubieten. Im Jahr 2000 gründete sie mit dem deutschen Partner dpa die news aktuell AG zur Vermarktung des Dienstes; sie hielt bis Ende 2017 50 % des Aktienkapitals. Keystone führt ein Pendant dazu, PPR Media Relations AG (gebildet aus der früher für diesen andern Zweck wiederauferstandenen Photopress AG).
Ab 1950 war der Telefonnachrichtendienst TND ein wichtiger Teil in der Angebotspalette der sda. Aus ihm wurde mit dem Aufkommen des Internets in den 90er Jahren der Onlinedienst der sda gebildet. Weitere wichtige Spezialdienste, die heute noch bestehen, sind die Regionaldienste, der People-Dienst, der Archivdienst sda-Direct (seit 2017 neu unter dem Namen Agenda) oder der Selektionsdienst sda-Selektiv.
Die sda versuchte auch in zahlreichen anderen Bereichen neue Dienste zu erschaffen. Dazu gehören der Audiodienst, die Infografik, Fertigseiten und das Branchen-Übermittlungsnetz MediaConnect, die alle nach einer gewissen Zeit wieder eingestellt werden mussten, weil sie nicht tragfähig oder obsolet geworden waren.

### Technik
Die sda spielte von Beginn an eine Vorreiterrolle in der Übermittlungstechnik und später der IT in den Medien. Nach dem Ersten Weltkrieg führte sie als erste der kleinen Nachrichtenagenturen Europas die Funk-Telegrafie ein. Während der nächsten 50 Jahre beherrschte das Rattern der Nachrichtenticker die Redaktionsstuben der Medien, bis leisere Drucker und schliesslich die Übertragung von Computer zu Computer eingesetzt werden konnten. Nach einem kommerziell missglückten Fernsatzdienst war die sda in den 80er Jahren die erste Redaktion in der Schweiz, die an Bildschirmen arbeitete. Einiges Aufsehen erregte ab 1994 der Ersatz des Fernschreibernetzes durch die Satellitenübertragung. Sie wurde 10 Jahre später durch die neuen, zunehmend sicherer werdenden Übertragungsmöglichkeiten über das Internet ersetzt.

### Neuzeit
Die Zeit nach dem Zweiten Weltkrieg war gekennzeichnet von einem steten Aufschwung, immer wieder unterbrochen von einer Krise. 1967 zog die sda aus dem zu klein gewordenen Gebäude an der Gutenbergstrasse in Bern in den vierten Stock des Postbahnhofs an der Schanzenstrasse um. Nach dem plötzlichen Tod des damaligen Direktors Siegfried Frey wurde Georges Duplain zum neuen Direktor gewählt, der nach seiner Pensionierung 1979 von einem Triumvirat abgelöst wurde, bestehend aus dem Chefredaktor Hanspeter Kleiner sowie dem kaufmännischen und dem technischen Direktor, Willy Schaer und Peter Müller. Im gleichen Jahr zog die sda an den Standort in der Länggassstrasse 7 um. In den 80er Jahren wurden moderne Führungsinstrumente eingeführt. Nun wurden auch Spezialdienste neben dem Basisnachrichtendienst angeboten, und dieser wurde auch an Nichtmedien verkauft.
1988 wurde nach dem Ausscheiden von Chefredaktor Hanspeter Kleiner mit Oswald Sigg erstmals ein Nichtjournalist Chefredaktor der sda, der aber bereits 1991 wieder von einem Journalisten, Bernard Reist, abgelöst wurde, der gleichzeitig zum Sprecher des Triumvirats bestimmt wurde. Als Reist 2005 zum Informationschef der Walliser Kantonsregierung gewählt wurde und in seinen Heimatkanton zurückkehrte, übernahm Bernard Maissen den Posten als Chefredaktor. Zum Präsidenten der Geschäftsleitung wurde der Finanzdirektor, Markus Schwab, ernannt, der 2003 den in den Ruhestand tretenden Willy Schaer ersetzt hatte. Ende März 2010 trat auch Müller altershalber zurück, blieb aber Sekretär des Verwaltungsrates. Die sda mit ihren Tochtergesellschaften und Beteiligungen wurde zu einer Gruppe umgebaut, zu der auch die neugegründeten sda Vertriebs AG und sda Informatik AG gehörten, die jedoch Ende 2012 bzw. Ende 2015 in die Mutterfirma integriert und aufgelöst wurden. 2015 löste die sda die seit dem Jahr 2000 bestehende Online-Redaktion auf. Der Tendenz bei den Printmedien folgend, bearbeiten die Redaktoren seither gleichzeitig Online- und Basisdienst-Meldungen. Anfang 2019 zog Keystone-SDA an den heutigen Standort in der Wankdorf City um.

### Konkurrenten
Die Diskussion, wie viele Nachrichtenagenturen der schweizerische Medienmarkt erträgt, begleitet die sda seit ihren Anfängen bis heute. In den Anfangsjahren gab es neben der sda die kleine Agentur Berna, die bald nicht mehr konkurrenzfähig war und von der sda übernommen wurde. Mit der damit erlangten Monopolstellung war es aber bereits 1917 wieder vorbei, als die Schweizerische Mittelpresse SMP (1947 in Schweizerische Politische Korrespondenz spk umbenannt) gegründet wurde.
1961 eröffnete die amerikanische UPI einen Schweizer Dienst in deutscher Sprache, musste diesen aber 1972 wieder einstellen. UPI-Journalisten gründeten darauf den ddp Schweiz. Mit der Aufnahme des Dienstes der anderen, der wie die sda genossenschaftlich organisierten amerikanischen Agentur AP 1981 gab es nun sogar vier Agenturen in der Schweiz. Den folgenden Verdrängungskampf verlor ddp als erste und gab 1983 auf.

Logo der sda 1993–2010

Den härtesten Kampf focht die sda mit der mittlerweile massgeblich von der Wirtschaft finanzierten spk aus. Erst eine sehr konservative, in den 30er Jahren im Umfeld der Frontisten angesiedelte Meinungsagentur, wollte sie sich in den 80er Jahren zu einer normalen Agentur entwickeln. Dies brachte die sda, die einige namhafte Kunden verlor, in grosse Schwierigkeiten. Schliesslich sah die Wirtschaft jedoch keinen Sinn darin, eine zweite neutrale nationale Nachrichtenagentur zu unterhalten, und entzog ihr die Unterstützung. Darauf musste die spk 1993 ihren Betrieb einstellen.
Den vorläufig letzten Akt in dieser Geschichte spielte die amerikanische AP. Ihre Schweizer Tochter bot einen deutschen und einen französischen Schweizer Dienst an, der sich immer als Ergänzung zur sda verstand. Zusammen mit dem internationalen deutschen und französischen Dienst der Mutter war AP ein attraktives und äusserst kostengünstiges Angebot für die Medien. 2013 zog sich die amerikanische Mutter aber aus Europa zurück und verkaufte die deutschsprachigen Aktivitäten der deutschen ddp, die dann zur dapd umfirmierte. Die neuen Besitzer waren überzeugt, dass in der Schweiz eine Zusammenarbeit mit der sda sinnvoller sei als ein ruinöser Verdrängungskampf, wie sie ihn in Deutschland führten. So übernahm die sda die Vertretung des internationalen AP-Dienstes von dapd für die Schweiz. Den Schweizer Dienst, den dapd erst Ende 2009 von der US-amerikanischen Associated Press übernommen hatte, stellte die dapd ein. Dies rief die Wettbewerbskommission auf den Plan, die in der Rabattpolitik der sda einen Missbrauch einer marktbeherrschenden Stellung vermutete. Der Streit endete mit einer einvernehmlichen Regelung, die die sda allerdings 1,88 Mio. CHF kostete. Nach dem Konkurs der dapd übernahm der traditionelle Partner der sda in Deutschland, die dpa, die Vertretung von AP in Europa. Die Vertretung von AP in der Schweiz blieb weiterhin bei der sda.
Nach der Aufgabe des Schweizer Dienstes der AP ist die sda wieder wie in ihren Anfangsjahren alleinige komplette Nachrichtenagentur in der Schweiz. Dies entspricht allerdings der Situation in allen vergleichbaren Ländern. Die Medienlandschaft eines kleinen Landes kann kaum mehr als eine Nachrichtenagentur tragen, auch wenn eine Konkurrenz aus journalistischer und Kundensicht erwünscht wäre.

### Entwicklungen ab 2017
Am 27. April 2018 übernahm die Schweizerische Depeschenagentur (sda) die Bildagentur Keystone, an der sie 50 % hielt, und firmierte zu Keystone-SDA um. Die Wettbewerbskommission der Schweiz genehmigte die Fusion am 22. Februar 2018 ohne Vorbehalt. Das neue multimediale Unternehmen soll insbesondere das Geschäft mit Nichtmedienkunden ausbauen. Die Fusion erfolgte durch einen Beteiligungstausch: Die österreichische Nachrichtenagentur APA brachte ihre bisherige 50-%-Beteiligung an Keystone in das neue Unternehmen ein und erhielt dafür einen Anteil von 30 % an Keystone-SDA. APA soll langfristiger IT-Partner der neuen Gesellschaft werden. Der langjährige Chefredaktor der sda, Bernard Maissen, schied Ende 2017 aus dem Unternehmen aus. Neuer Chef der Redaktionen ist der bisherige Geschäftsleiter von Keystone, Jann Jenatsch. CEO bleibt Markus Schwab.
Anfang Januar 2018 gab die sda bekannt, dass der durch die schwierige Lage der Schweizer Medien entstandene grosse Preisdruck eine Restrukturierung mit einem Abbau von 35 bis 40 Stellen in den nächsten zwei Jahren nötig mache. Die Wirtschaftsberichterstattung werde künftig von der AWP übernommen, an der die sda 50 % hält. Inland- und Auslandredaktion würden zusammengelegt. Die Berichterstattung über Themen aus Politik, Kultur, Wissenschaft, Gesellschaft und Sport solle gewährleistet bleiben, der Umfang nehme jedoch ab. Die Restrukturierung erfolge unabhängig von der Fusion mit der Bildagentur Keystone. Die Belegschaft reagierte mit einem Warnstreik. Weil dieser keine Wirkung zeigte, beschlossen die Angestellten am 30. Januar 2018 einen unbefristeten Streik, eine höchst seltene Kampfmassnahme in der Schweizer Medienbranche. Nachdem der Verwaltungsrat Gesprächsbereitschaft gezeigt hatte, wurde der Streik nach dreieinhalb Tagen ausgesetzt. In vier Verhandlungsrunden konnte jedoch keine Einigung erzielt werden, und der Verwaltungsrat erklärte die Verhandlungen für gescheitert. Er schlug vor, die eidgenössische Einigungsstelle des SECO einzusetzen. Die sda-Journalisten erklärten sich damit einverstanden unter der Bedingung, dass der Abbau während der Verhandlungen sistiert bleibe. Das WBF setzte darauf am 9. April 2018 die Einigungsstelle unter dem Vorsitz von Marc Häusler, Regierungsstatthalter in der Berner Region Oberaargau, ein. Seither gilt für 45 Tage eine Friedenspflicht.
Am 20. Januar 2018 enthüllte der Tages-Anzeiger, dass der Preisdruck von einer Gruppe von Medienhäusern unter Führung von NZZ und AZ Medien ausgegangen war, die unter der Drohung, eine Billigagentur zu gründen, eine massive Preissenkung von der sda forderten. Hintergrund ist u. a. die Quersubventionierung des französischen und des italienischen Dienstes der sda durch den deutschen im Umfang von 2,8 Mio. CHF jährlich, die die vor allem in der Deutschschweiz tätigen Medienhäuser nicht mehr mittragen wollen. Der grösste Schweizer Aktionär der sda, Tamedia, ist dagegen in allen Sprachregionen tätig und kann mit der Quersubventionierung leben.
Ab 2020 wurde der internationale deutschsprachige Auslanddienst an die dpa ausgelagert. Im gleichen Jahr verlor Keystone-SDA grosse Aufträge von 20 Minuten, der NZZ-Mediengruppe und CH Media.

### Direktoren und Chefredaktoren
(Geschäftsführende) Direktoren
- 1894‒1909 Charles Ochsenbein (18??‒1915)
- 1909‒1919 Frank Filliol (1866‒1935)
- 1920‒1942 Rudolf Lüdi (1874‒1942)
- 1943‒1967 Siegfried Frey (1901‒1967)
- 1968‒1979 Georges Duplain (1914‒1993)
- 1979‒1988 Hanspeter Kleiner (1937)**
- 1979‒1990 Willy Schaer (* 1938)**
- 1979‒1990 Peter Müller (* 1945)**
- 1988‒1990 Oswald Sigg (* 1944)**
- 1991‒2005 Bernard Reist (* 1948)
- seit 2005 Markus Schwab (* 1962)

** kollegiale Geschäftsleitung
Chefredaktoren
- bis 1977 wurden die Funktionen Direktor und Chefredaktor in Personalunion ausgeübt, danach:
- 1977‒1988 Hanspeter Kleiner*
- 1988‒1990 Oswald Sigg*
- 1991‒2005 Bernard Reist
- 2005‒2017 Bernard Maissen

* gleichzeitig Co-Direktor

### Verwaltungsratspräsidenten
- 1894‒1902 Charles Morel (1837‒1902)
- 1902‒1915 Hermann Jent (1850‒1915)
- 1915‒1921 Edmond de Grenus (1864‒1922)
- 1921‒1926 Fritz Zeerleder (1864‒1926)
- 1926‒1943 Fritz Pochon-Jent (1875‒1950)
- 1943‒1963 Georges Rigassi (1885‒1967)
- 1963‒1970 Walter Egger (1895‒1991)
- 1970‒1978 Pierre Béguin (1903‒1978)
- 1978‒1991 Theo Zingg (1926‒1993)
- 1991‒2003 Fritz Latscha (1937‒2005)
- 2003‒2018 Hans Heinrich Coninx (* 1945)
- seit 2018: Ueli Eckstein (* 1952)